# Gnathocera kudrnai
Gnathocera kudrnai är en skalbaggsart som beskrevs av Rataj 2000. Gnathocera kudrnai ingår i släktet Gnathocera och familjen Cetoniidae. Inga underarter finns listade i Catalogue of Life.